# Ivănești (Pădureni), Vaslui
Ivănești este un sat în comuna Pădureni din județul Vaslui, Moldova, România.
Conform recensământului din 2002 satul număra 526 de locuitori, toți români având ca limbă maternă româna.
În Ivănești se află conacul boieresc ”Mircescu”, fost ”Jean Atanasiu”, construcție din 1912 în stil neoromânesc, clasată monument istoric de importanță B (cod LMI: VS-II-m-B-06851).
 Acest articol despre o localitate din județul Vaslui este deocamdată un ciot. Puteți ajuta Wikipedia prin completarea lui.